# Microphthalma nox
Microphthalma nox là một loài ruồi trong họ Tachinidae.